# Полиция Майами (3-й сезон)
Третий сезон американского телесериала «Полиция Майами», транслировался на канале NBC с 26 сентября 1986 года по 8 мая 1987 года, всего вышло 24 эпизода.

## Эпизоды
| № общий | № в сезоне | Название                                                              | Режиссёр          | Автор сценария                                                            | Дата премьеры    | Произв. код | Зрители в США (млн) |
| --- | ---------- | --------------------------------------------------------------------- | ----------------- | ------------------------------------------------------------------------- | ---------------- | ----------- | ------------------- |
| 45 | 1          | «Когда ирландцы плачут» «When Irish Eyes Are Crying»                  | Марио Ди Лео      | Сюжет: Джон Ликли Сценарий: Джон Ликли и Дик Вульф                        | 26 сентября 1986 | 62004       | N/A                 |
| Бывший боевик ИРА приезжает в Майами, чтобы собрать пожертвования для северных ирландцев, пострадавших от британского правительства. Джина проникается раскаявшимся террористом и заводит с ним отношения. В полиции же допускают, что этот ирландец может собирать деньги для покупки партии оружия. Отделу нравов помогает прибывший из Лондона представитель Скотленд-Ярда. Тем временем торговцы оружием уничтожают Ferrari Daytona Санни Крокетта. Приглашённые актёры: Лиам Нисон (Шон Кэррон), Мартин Ферреро (Иззи Морено), Пол Глисон (Банни Берриган), Дэниэл Джерролл (Ричард Кросс), Уолтер Готелл (Макс Клайзер), Джефф Фэйи (Эдди Кэй)                                                |            |                                                                       |                   |                                                                           |                  |             |                     |
| 46 | 2          | «Война Стоуна» «Stone's War»                                          | Дэвид Джексон     | Дэвид Джексон                                                             | 3 октября 1986   | 62012       | N/A                 |
| Журналист Айра Стоун возвращается в Майами. Он был в Никарагуа, где снимал сюжет о гражданской войне. Теперь у него есть «горячий» материал об участии в войне американских наёмников на стороне Контрас. Стоуна в Майами преследуют некие люди, представляющиеся федеральными агентами. Айра просит помощи у Крокетта, одновременно пытаясь найти телеканал, который бы мог купить у него плёнку. Приглашённые актёры: Боб Балабан (Айра Стоун), Дж. Гордон Лидди (Мэйнард), Лонетт Макки (Алисия Мэна) |            |                                                                       |                   |                                                                           |                  |             |                     |
| 47 | 3          | «Коронный удар» «Killshot»                                            | Леон Ичасо        | Сюжет: Мануэль Арсе, Леон Ичасо и Марвин Купфер Сценарий: Марвин Купфер   | 10 октября 1986  | 62018       | N/A                 |
| Гангстеры инсценируют убийство проститутки, чтобы обвинить в этом молодого спортсмена, игрока в джай-алай. Этим они собираются шантажировать его дядю, сотрудника таможни. В это время отдел нравов охотится на очередного наркобарона. Два этих дела переплетаются друг с другом. Приглашённые актёры: Анджела Альварадо (Джэн Ларкен), Фернандо Альенде (Тико Арриола) |            |                                                                       |                   |                                                                           |                  |             |                     |
| 48 | 4          | «Одиночка» «Walk-Alone»                                               | Дэвид Джексон     | В.К. Скотт Мейер                                                          | 17 октября 1986  | 62014       | N/A                 |
| Охранники одной из тюрем занимается продажей наркотиков. Таббса под прикрытием засылают в колонию. Приглашённые актёры: Мартин Ферреро (Иззи Морено), Кевин Конуэй (Фокс), Лоренс Фишберн (Келлер), Рон Перлман (Джон Ругар), Джон Коркер (Самсон), А. Дж. Дуе (Хаммер) |            |                                                                       |                   |                                                                           |                  |             |                     |
| 49 | 5          | «Безупречный арест» «The Good Collar»                                 | Марио Ди Лео      | Дэннис Купер                                                              | 24 октября 1986  | 62001       | 15.6                |
| В городе орудуют банды подростков, которые торгуют наркотиками в школах и на улицах. Эти наркотики плохого качества и многие умирают, попробовав их. Более того, эти банды конкурируют между собой, что влечёт за собой новые жертвы. Приглашённые актёры: Чарльз Стэнли Даттон (Эд Маккейн), Хсу Гарсиа (Рамирес), Джон Спенсер (Ли Аткинс), Терри Кинни (Уильям Пепин) |            |                                                                       |                   |                                                                           |                  |             |                     |
| 50 | 6          | «Ночная тень» «Shadow in the Dark»                                    | Кристофер Кроу    | Чак Адамсон                                                               | 31 октября 1986  | 62003       | N/A                 |
| В городе объявился сумасшедший. Он проникает ночью в дома, рассыпает повсюду муку и ест сырое мясо из холодильника, а ещё ворует штаны. Со временем его почерк меняется, он начинает воровать помаду и рисует ей рисунки на стенах. Крокетт опасается, что сумасшедший может начать нападать на спящих жильцов. Отдел нравов работает вместе с отделом краж, но лейтенант Гилмор сходит с ума на этом деле. Приглашённые актёры: Эд Лотер (Кэхилл), Джек Тибо (Рой Гилмор) |            |                                                                       |                   |                                                                           |                  |             |                     |
| 51 | 7          | «Старик» «El Viejo»                                                   | Аарон Липстадт    | Алан Московиц                                                             | 7 ноября 1986    | 62009       | TBA                 |
| Случайно оказавшийся на месте наркосделки охранник распугивает всех гангстеров. Бандиты в спешке теряют портфель с наркотиками. Этот портфель находит старик, который обещает вернуть его, но только за вознаграждение и только лично самому наркобарону. Полиция выясняет, что старик в прошлом был техасским рейнджером. Приглашённые актёры: Вилли Нельсон (Джейк Пирсон), Стив Бушеми (Риклз) |            |                                                                       |                   |                                                                           |                  |             |                     |
| 52 | 8          | «Химия как источник благосостояния» «Better Living Through Chemistry» | Леон Ичасо        | Сюжет: Кен Эдвардс и Гарольд Розенталь Сценарий: Майкл Дагган и Дик Вульф | 14 ноября 1986   | 62007       | N/A                 |
| В Майами оказался некий гениальный химик из Эквадора. Он пытается искусственно синтезировать кокаин и у него есть успехи в этом деле. Если ему удастся получить кокаин искусственным путём, это обрушит весь рынок наркотиков и вызовет войну между наркобаронами. В этом деле оказывается замешан информатор Иззи Морено и бывший полицейский из Нью-Йорка Кларенс Баттис, в прошлом напарник Таббса. Приглашённые актёры: Мартин Ферреро (Иззи Морено), Роб Нильссон (Ванго Мэк) |            |                                                                       |                   |                                                                           |                  |             |                     |
| 53 | 9          | «Младенцы» «Baby Blues»                                               | Дэниел Аттиас     | Сюжет: Майкл Дагган и Дик Вульф Сценарий: Майкл Дагган                    | 21 ноября 1986   | 62017       | 16.2                |
| Отдел нравов устраивал облаву на самолёт с наркотиками, когда оказалось, что самолёт наполнен маленькими детьми. Кто-то в Колумбии ворует детей и контрабандой перевозит в Америку, где их за большие деньги усыновляют семейные пары, не имеющие детей. Приглашённые актёры: Стэнли Туччи (Стив Демарко) |            |                                                                       |                   |                                                                           |                  |             |                     |
| 54 | 10         | «Постигая жизнь» «Streetwise»                                         | Фред Уолтон       | Дэннис Купер                                                              | 5 декабря 1986   | 62002       | 16.0                |
| Полиция устраивает облаву на проституток и у одной из них неожиданно находит небольшую дозу медицинского кокаина. Отдел нравов пытается разобраться в происхождении этого порошка. Делу мешает один из полицейских, который влюблён в эту проститутку. Он всячески выгораживает её и берёт вину на себя. Приглашённые актёры: Билл Пэкстон (Вик Романо), Уэсли Снайпс (Силк), Дебора Адэр (Карла Каполетти), Том Мардиросян (Лео), Марк Маколей (водитель), Дэвид Мэндел (Рон) |            |                                                                       |                   |                                                                           |                  |             |                     |
| 55 | 11         | «Прости нам долги наши» «Forgive Us Our Debts»                        | Ян Элиасберг      | Гюстав Райнингер                                                          | 12 декабря 1986  | 62013       | 16.0                |
| Шесть лет назад был убит напарник Санни Крокетта Фрэнкель. За это убийство был осуждён Фрэнк Хэкмен. Прямых улик против него не было, но множество косвенных указывали именно на него. Фрэнк Хэкмен был приговорён к смертной казни и вот сейчас подошло время приведения приговора в исполнение. Хэкмен до сих пор утверждает, что он не виновен. Всплывают новые свидетели по этому делу. С одной стороны Крокетт знает, что Хэкмен преступник и натворил много плохих дел, но с другой стороны Санни опасается, что его казнят за то, в чём он действительно может быть не виноват. Приглашённые актёры: Гай Бойд (Фрэнк Хэкмен), Ди Дабл-ю Моффетт (Томас Уэлдман), Билл Реймонд (Томми Беркли) |            |                                                                       |                   |                                                                           |                  |             |                     |
| 56 | 12         | «Победа нокаутом (Часть 1)» «Down For The Count (Part 1)»             | Ричард Комптон    | Сюжет: Дик Вульф Сценарий: Джон Скалиан и Дик Вульф                       | 9 января 1987    | 62020       | N/A                 |
| Отдел нравов копает под гангстера по фамилии Гусман. Когда-то в прошлом Крокетт уже занимался им, но тогда у полиции ничего не вышло, так как полицейский информатор был вычислен и жестоко убит. Сейчас интересы Гусмана переключились на спорт. Он зарабатывает на боксе, а точнее на тотализаторе вокруг него. Гусман довольно жесток и ни перед чем не останавливается. Убит детектив отдела нравов Ларри Зито. Приглашённые актёры: Пепе Серна (Освальдо Гусман), Дон Кинг (Дон Кэш), Рэндалл «Текс» Кобб (Мун), Марк Бриланд (Бобби Сайкс) |            |                                                                       |                   |                                                                           |                  |             |                     |
| 57 | 13         | «Победа нокаутом (Часть 2)» «Down For The Count (Part 2)»             | Ричард Комптон    | Сюжет: Дик Вульф Сценарий: Джон Скалиан и Дик Вульф                       | 16 января 1987   | 62023       | 17.7                |
| Отдел нравов всё ещё пытается на чём-нибудь подловить Гусмана. Новой задачей полиции становится защита чести убитого детектива Ларри Зито. Он был убит людьми Гусмана, однако обставлено всё было так, как-будто он умер сам, от передозировки наркотиков. В это время в Майами из Лас-Вегаса приезжает гангстер Джулинни. У него свои счёты с Гусманом. Приглашённые актёры: Пепе Серна (Освальдо Гусман), Марк Бриланд (Бобби Сайкс), Роберт Пасторелли (Веспа), Джо Даллесандро (Альфредо Джулинни), Роберт Мореско (Фрэнк) |            |                                                                       |                   |                                                                           |                  |             |                     |
| 58 | 14         | «Свободная Куба» «Cuba Libre»                                         | Вирджил В. Фогель | Майкл Берлин и Эрик Эстрин                                                | 23 января 1987   | 62015       | 17.5                |
| В южной Флориде действует подпольная военизированная группировка, состоящая из бывших военных кубинского происхождения. Своей целью организация ставит свержение режима Фиделя Кастро на Кубе. Ближайшая акция — убийство кубинского дипломата, который посетит с визитом Майами. Для выполнения своих операций им нужны деньги и они решают ограбить одного наркобарона. Так на них выходит отдел нравов, который как раз занимается им. В деле оказывается замешан и агент ФБР, Приглашённые актёры: Бисон Кэрролл (Джек Слэйд), Вилли Колон (Армандо Рохас), Исмаэль Карло (Виктор Васкес) |            |                                                                       |                   |                                                                           |                  |             |                     |
| 59 | 15         | «Долг чести» «Duty and Honor (The Savage)»                            | Джон Николелла    | Марвин Купфер                                                             | 6 февраля 1987   | 62019       | N/A                 |
| В городе появился маньяк. Он убивает проституток, оставляя на стене кровавую надпись: «вьетконговская шлюха». Полиция подозревает, что это дело рук какого-то сумасшедшего ветерана Вьетнама. Позже в полиции узнают, что в других странах в разные годы имели место серии подобных убийств проституток, которые затем заканчивались убийством какого-нибудь коммунистического политика. Отделу нравов помогает друг лейтенанта Кастилло по Южному Вьетнаму. Приглашённые актёры: Хенг Сомнанг Нгор (Нгун Ван Транк), Гэри Басараба (доктор Моррис), Майкл Райт (Дикарь), Брэд Салливан (Джек Колман), Джудит Малина (работница отеля)                                                              |            |                                                                       |                   |                                                                           |                  |             |                     |
| 60 | 16         | «Тереза» «Theresa»                                                    | Вирджил В. Фогель | Памела Норрис                                                             | 13 февраля 1987  | 62024       | N/A                 |
| Крокетт влюбляется в одну милую девушку-врача и даже собирается сделать ей предложение. Санни не знает, что Тереза наркоманка. Преступники же используют её слабость и заставляют её подсмотреть кое-какие бумаги у её дружка копа. Тереза идёт у них на поводу и всё оборачивается ужасными последствиями, как для неё самой, так и для Санни. Приглашённые актёры: Хелена Бонэм Картер (Тереза Лайонс), Зак Гренье (офицер из внутреннего отдела), Ричард Чавес (окружной прокурор Мартинес), Брэд Дуриф (Джо Уайатт) |            |                                                                       |                   |                                                                           |                  |             |                     |
| 61 | 17         | «Дневные планы» «The Afternoon Plane»                                 | Дэвид Джексон     | Дэвид Джексон                                                             | 20 февраля 1987  | 62022       | N/A                 |
| Рикардо Таббс выигрывает билет на тропический остров. Рико берёт свою новую подругу в это романтическое путешествие. По прилёте на место он узнаёт, что в скором времени туда должен прибыть и Орландо Кальдерон. Таббс понимает, что вся эта поездка — подстроенная для него западня. Приглашённые актёры: Джон Легуизамо (Орландо Кальдерон), Винсент Д’Онофрио (Леон Вулф), Маргарет Эйвери (Салли Кордоба) |            |                                                                       |                   |                                                                           |                  |             |                     |
| 62 | 18         | «Одолжи мне ухо» «Lend Me an Ear»                                     | Джеймс Куинн      | Сюжет: Дик Вульф Сценарий: Майкл Дагган                                   | 27 февраля 1987  | 62027       | N/A                 |
| Полиция пытается подобраться к гангстеру по имени Дайкстра, но у них ничего не получается, так как совершенно не за что зацепиться. Копы просят помощи у бывшего полицейского Стива Дадди, который сейчас на вольных хлебах. Он хорошо разбирается в электронике и технике и должен помочь отделу нравов с прослушкой. По иронии судьбы Стив Дадди работает также «чистильщиком» и у Дайкстры. Его задача: очищать особняк гангстера от подслушивающих устройств. Приглашённые актёры: Джон Гловер (Стив Дадди), Мартин Ферреро (Иззи Морено) |            |                                                                       |                   |                                                                           |                  |             |                     |
| 63 | 19         | «Бюрократы» «Red Tape»                                                | Гэбриэлль Бомонт  | Сюжет: Дэннис Купер Сценарий: Джонатан Полански                           | 13 марта 1987    | 62029       | N/A                 |
| В последнее время частенько так случается, что когда полицейские приезжают куда-нибудь с обыском, это место оказывается заминированным. Выходит что откуда-то из полиции идёт утечка. Таббс изображает нервный срыв и грозится уйти из полиции. В это время на него выходят преступники, которые предлагают ему подзаработать торговлей документами отдела нравов. Приглашённые актёры: Вигго Мортенсен (Эдди Трамбалл), Лу Даймонд Филлипс (Бобби Диаз), Скотт Планк (Глен Макинтайр), Аннетт Бенинг (сообщница Макинтайра) |            |                                                                       |                   |                                                                           |                  |             |                     |
| 64 | 20         | «Путаны попутали» «By Hooker By Crook»                                | Дон Джонсон       | Сюжет: Дик Вульф Сценарий: Джон Скалиан                                   | 20 марта 1987    | 62026       | N/A                 |
| Некие злоумышленники выбрасывают с балкона финансового магната. Единственная надежда полиции в этом деле, это разыскать девушку-модель, которая была с ним в тот вечер. В это время на вечеринке Крокетт знакомится с богатой бизнесвумен, к которой начинает проявлять симпатию. Приглашённые актёры: Мелани Гриффит (Кристин ван Марбург), Вэнити (Али Ферран), Джордж Такеи (Тогару), Мартин Ферреро (Иззи Морено), Лу Альбано (громила), Афа Аноаи (громила), Билл Боггс (журналист), Вероника Картрайт |            |                                                                       |                   |                                                                           |                  |             |                     |
| 65 | 21         | «Тук-тук… Кто там?» «Knock Knock… Who's There?»                       | Тони Уормби       | Сюжет: Дик Вульф Сценарий: Джон Скалиан                                   | 27 марта 1987    | 62028       | N/A                 |
| Полиция проводит операцию по покупке наркотиков у наркомафии, когда внезапно врываются агенты из Управления по борьбе с наркотиками и похищают кокаин и деньги. Лейтенант Кастилло делает запрос в Вашингтон, чтобы узнать, что собственно происходит. Ему приходит ответ, что федеральные агенты в данный момент никаких операций в Майами не проводят. Полиция оказывается в замешательстве, тем более, что подобный налёт повторяется. Приглашённые актёры: Иэн Макшейн (Эстебан Монтойя), Элизабет Эшли (Линда Колби), Мартин Ферреро (Иззи Морено) |            |                                                                       |                   |                                                                           |                  |             |                     |
| 66 | 22         | «Байкеры — посланцы ада» «Viking Bikers From Hell»                    | Джеймс Куинн      | Сюжет: Уолтер Куртц Сценарий: Майкл Дагган и Дик Вульф                    | 3 апреля 1987    | 62032       | N/A                 |
| Один преступник связанный с наркотиками по имени Трос недавно был убит. Его хороший друг Рэб поклялся отомстить за смерть друга. Однако Рэб не знает кто конкретно убил Троса. Он психопат. Он просто убивает всех подряд из тех с кем в последние недели вёл дела Трос, из расчёта что кто-то из них и есть убийца. Приглашённые актёры: Рэб Браун (Рэб Густафсон), Ким Коутс (Джек Крэгун), Сонни Лэндэм (Тод), Мартин Ферреро (Иззи Морено) |            |                                                                       |                   |                                                                           |                  |             |                     |
| 67 | 23         | «На подмостках» «Everybody's In Showbiz…»                             | Ричард Комптон    | Сюжет: Дэвид Купер и Рейнальдо Повод Сценарий: Дэвид Бёрк                 | 1 мая 1987       | 62031       | N/A                 |
| Майки — талантливый актёр, также одновременно наркоман и рецидивист. Он с приятелем обворовывает случайно попавшийся на глаза лимузин. Позже оказывается, что это была машина наркобарона и кроме денег он прикарманил ещё и ценные документы. Майки совершенно не пугает такой расклад, он считает, что сможет переиграть наркомафию и даже подзаработать на этом. Приглашённые актёры: Пол Кальдерон (Дон Гальего), Коати Мунди (Канеха), Чарльз Китинг (Марти Кликберг), Марио Эрнесто Санчес (Пако), Бенисио Дель Торо (брат Майки) |            |                                                                       |                   |                                                                           |                  |             |                     |
| 68 | 24         | «Герои революции» «Heroes of the Revolution»                          | Гэбриэлль Бомонт  | Сюжет: Дик Вульф Сценарий: Джон Скалиан                                   | 8 мая 1987       | 62033       | N/A                 |
| Отдел нравов ведёт наблюдение за одним наркобароном, когда внезапно выясняется, что за ним следит кто-то ещё. Позже оказывается, что этот человек — шпион из ГДР. Полиция решает брать их обоих. Немец же сам приходит домой к Джине. Он рассказывает, что был влюблён в её мать в молодости. Более того, он прибыл сейчас в Майами, что бы отомстить за её смерть. Приглашённые актёры: Йерун Краббе (Клаус Херцог), Джордж Дикерсон (Чет Блэкмор) |            |                                                                       |                   |                                                                           |                  |             |                     |

## В ролях

### Основной состав
- Дон Джонсон — Джеймс «Санни» Крокетт (24 эпизода)
- Филип Майкл Томас — Рикардо «Рико» Таббс (24 эпизода)
- Эдвард Джеймс Олмос — Мартин Кастильо (23 эпизода)
- Сандра Сантьяго — Джина Калабриз (22 эпизода)
- Оливия Браун — Труди Джоплин (22 эпизода)
- Майкл Тэлботт — Стэнли «Стэн» Свитек (23 эпизода)
- Джон Дил — Лоуренс «Ларри» Зито (12 эпизодов)

Также в ролях:
- Мартин Ферреро — Исидор «Иззи» Морено (7 эпизодов)

## Выход на DVD и Blu-Ray
| Miami Vice: Season 3 |                       |                        |                        |                        |                        |
| Информация об издании | Информация об издании | Дополнительный контент | Дополнительный контент | Дополнительный контент | Дополнительный контент |
| - 24 эпизода - Набор из 5 дисков - Формат изображения 1.33:1 - Форматы: AC-3, NTSC, Subtitled - Звуковые дорожки: английская |                       |                        |                        |                        |                        |
| Даты выхода на DVD |                       |                        |                        |                        |                        |
| Регион 1 | Регион 1              | Регион 2               | Регион 2               | Регион 4               | Регион 4               |
| 20 марта 2007 года | 20 марта 2007 года    | 14 мая 2007 года       | 14 мая 2007 года       | 5 июля 2007 года       | 5 июля 2007 года       |
| Даты выхода на Blu-Ray |                       |                        |                        |                        |                        |
| Регион A | Регион A              | Регион A               | Регион B               | Регион B               | Регион B               |
| 11 октября 2016 года | 11 октября 2016 года  | 11 октября 2016 года   | —                      | —                      | —                      |